# Stentjärnen (Lits socken, Jämtland)
Stentjärnen är en sjö i Östersunds kommun i Jämtland och ingår i Indalsälvens huvudavrinningsområde.